# قصر شهوان
قصر شهوان ويعرف بإسم قصر دار صلاح، هو موقع أثري يقع في بيت جالا على بعد 2 كم من الشمال الغربي لمدينة بيت لحم. تم بناء القصر عام 1917، على مساحة 500 متر مربع. تعرض القصر للقصف في عام 2002 من قبل قوات الاحتلال الإسرائيلي، ما أدى إلى تهدم بعض جوانبه، وإصابة مجموعة من المواطنين أثناء قيامهم بعصر الزيتون في المعصرة الخاصة بالقصر.

## التسمية
تم تسمية القصر نسبة إلى عائلة شهوان، حيث أنهم كانوا يعيشون في تشيلي في أمريكا الجنوبية أثناء بناء القصر، وتم فيما بعد بيع القصر لعائلة صلاح عام 1966.

## العمارة
تميز القصر باستخدام الحجارة الحمراء في بناءه، ودُمج فيه أكثر من طراز معماري. تم إحضار الحجر الأحمر من منطقة المراح في بيت جالا، ومنطقة الصليب التي حوّلها الاحتلال الصهيوني إلى مستوطنة جيلو. تكوّن القصر من الأروقة المشابهة للتصاميم الروسية لقصور العائلات التي بنيت في القرنين الثامن والتاسع عشر، وبهذا جمع القصر بين العمارة الإسلامية القديمة والعربية وبعض التأثيرات الأوروبية، تميزت واجهات القصر بالزخارف النباتية والهندسية، واحتوى القصر على أدراج داخلية، ونوافذ كبيرة بأقواس دائرية، واحتوى على الخزائن التي تم نحتها في جدران القصر، واحتوت الشرفة الرئيسية من القصر على تمثالين متقابلين، والأبواب تميزت بالزخارف المنحوتة. الطابق السفلي من القصر احتوى على معصرة قديمة.